# Fernando del Pulgar
No s'ha de confondre amb el seu contemporani Hernán Pérez del Pulgar.
Hernando de Pulgar (Madrid o Toledo o Pulgar, ¿1436? - ¿1493?), (no pas "del Pulgar"), també anomenat Fernando o Fernán, va ser un humanista i un historiador espanyol.

## Biografia

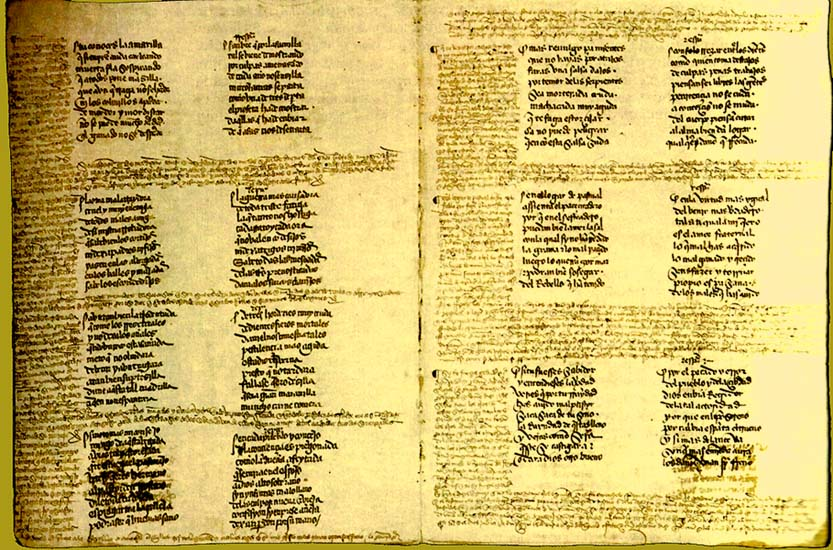
Coplas de Mingo Revulgo, glossades per Fernando de Pulgar.

Gonzalo Fernández de Oviedo apunta que nasqué a Madrid. Tanmateix, el bibliògraf Tomás Tamayo de Vargas, al pròleg de la seva obra a Diego García de Paredes y relación breve de su tiempo (1621) opinava que haia nascut a Pulgar, prop de Toledo i en canvi, Pedro Salazar de Mendoza el fa nascut a la ciutat de Toledo.
Potser descendia de jueus conversos. Es va educar a la Cort de Joan II de Castella, i també va estar en la del seu successor Enric IV, qui el va nomenar secretari reial, una professió que va continuar en el regnat d'Isabel la Catòlica i afegí el càrrec de Conseller d'Estat. Va ser ambaixador a Roma el 1473 davant Sixte IV i després a París, va realitzar negociacions sobre els comtats del Rosselló i la Cerdanya. Quan va tornar a la Cort se li encomanà l'educació de diversos nobles importants.
El 1479 es retirà de la Cort a una finca de Villaverde, però el 1481 va ser cridat, pels Reis Catòlics, per a ser nomenat cronista reial i en aquesta funció va escriure "Chrónica de los muy altos y esclarecidos reyes Cathólicos don Fernando y doña Ysabel", que abasta els anys 1468 a 1490 i que es va publicar el 1545 i 1550. En favor dels marranos (jueus conversos) replicà al cardenal i arquebisbe de Toledo, i va tenir una resposta de l'inquisidor general Tomás de Torquemada, a més de ser degradat del seu lloc de secretari reial i de cronista. L'epistolari que va escriure, Letras, s'inspira en les Epístoles familiars de Ciceró i les de Plini el Jove. La seva obra de més èxit va ser la Glosa a las coplas de Mingo Revulgo (1485).

## Obres
- El 1485 i 1494 es van publicar a Burgos les seves Letras Arxivat 2009-10-18 a Wayback Machine., trenta-dues epístoles a persones il·lustres.
- El 1486 es publicà a Toledo el seu Libro de los claros varones de Castilla.
- També va escriure, la Chronica de los muy altos y esclarecidos Reyes Catholicos Don Fernando y Doña Isabel, el manuscrit del qual deixà a Antonio de Nebrija per a la seva traducció al llatí, l'original castellà es va publicar el 1565.[3]
- També va glossar les Coplas de Mingo Revulgo (Burgos, ¿1485?).
- Oración dominica del Pater Noster, con la exposición que fizo Sant Agustín, obra perduda.